# Jurassische Kantonsbibliothek
Die Jurassische Kantonsbibliothek wurde am 13. Juli 1982 durch eine Verordnung der Regierung des Kantons Jura gegründet. Die Bibliothek befindet sich im Hôtel des Halles in Porrentruy. Sie ist gleichzeitig eine Bildungs- und Studienbibliothek und Aufbewahrungsort des jurassischen Kulturguts.

## Chronologie
1988: Die Verordnung vom 27. Oktober 1987 über die Bibliotheken und die Verbreitung des Lesens tritt in Kraft. Die JKB erhält die Aufgabe, das kantonale Bibliotheksnetzwerk aktiv zu gestalten.
1989: Beginn mit der Informatisierung des Bibliothekskatalogs, der zusammen mit den anderen behördlichen Institutionen in einem Verbund ist.
1994: Restauration des Hôtel des Halles. Die Bibliothek verlegt ihren Standort vorübergehend ins Hôtel de Gléresse.
1997: Reinstallation zwischen April und Mai der Bibliothek im Hôtel des Halles nach Fertigstellung der Renovationsarbeiten.
2002: am 17. Dezember beschliesst die jurassische Regierung, die Jurassische Kantonsbibliothek zusammen mit dem Neuenburger Bibliotheksverbund, der auf das jurassische Gebiet ausgeweitet wurde, in den Verbund der Westschweizer Bibliotheken (RERO) einzugliedern. 

## Bestand und Benutzung
Die Bibliothek steht allen offen und stellt den Benutzern ihren gesamten Bestand zur Verfügung, sofern im Reglement nicht anders verordnet. Die Sammlung besteht aus 120'000 Bänden (Stand 2005): ihr Schwerpunkt liegt in den Bereichen Geschichte und Archäologie, doch auch in allem, was mit dem Kanton Jura und seinen Einwohnern zusammenhängt.
Die JKB besitzt ebenfalls einen wertvollen alten Bestand (katholische Theologie, Geschichte, Literatur, Wissenschaft, Inkunabeln, Manuskripte), der nur auf Anfrage eingesehen werden kann. Diese Sammlung bildet eine eigene Abteilung und befindet sich im Hôtel de Gléresse. Sie sammelt alle Werke, die von der ehemaligen Jesuitenschule von Pruntrut und ihren Nachfolgeinstitutionen (bis Mitte des 20. Jahrhunderts) stammen, sowie andere Sammlungen von unterschiedlicher Herkunft.

## Katalog
Die Jurassische Kantonsbibliothek gehört zum Verbund der Westschweizer Bibliotheken (RERO), der einen Online-Katalog pflegt. Der alte Bestand von 1938 bis 1991 sowie die jurassische Bibliographie ist in einem Zettelkatalog erfasst.
Ein Teil der jurassischen Zeitschriften befindet sich auf Mikrofilmen, die anderen sind in gedruckter Form. Nachfolgend eine (nicht vollständige) Liste der jurassischen Zeitschriften:
- La Gazette jurassienne (Die jurassische Zeitung), 1861–1873 (Mikrofilm)
- Le Pays (Die Heimat), 1873–1993 (Mikrofilm)
- Le Jura (Der Jura), 1852–1970 (Mikrofilm)
- Le Progrès (Der Fortschritt), 1866–1878 (Papieredition)
- Le Démocrate (Der Demokrat), 1878–1993 (Papieredition)
- Le Franc-Montagnard (Der dreie Bergbewohner), 1898→ (Papieredition)
- Le Quotidien jurassien (Die jurassische Tageszeitung), 1993→ (Papieredition)